# Marinus J. Drulman
Marinus Johannes Drulman, (Amsterdam, 4 juli 1912 - Rotterdam, 30 juni 1977), bekend onder het pseudoniem Marius de Jongere, was een Nederlands aquarellist, etser, tekenaar, graficus en schilder. Hij is met name bekend als schilder van de Rotterdamse havens.

## Biografie
Drulman werkte en woonde voornamelijk in Rotterdam en staat door zijn havengezichten bekend als een typisch Rotterdamse schilder. Hij kwam echter oorspronkelijk uit Amsterdam.
Drulman kreeg les aan de Academie voor Beeldende Kunst in Rotterdam. Als kunstenaar gebruikte hij het pseudoniem Marius de Jongere; dit was een verwijzing naar zijn stiefvader, de schilder en etser Marius Janssen. Alleen tijdens de Duitse bezetting signeerde hij zijn werk met de naam Drulman, omdat het kunstenaars in die tijd niet was toegestaan onder een schuilnaam te werken.
Zijn stijl was naturalistisch-impressionistisch. Hij had zijn productiefste periode in de jaren vijftig en zestig, ten tijde van de opkomst van de Rotterdamse havens. Drulman werd bekend door havengezichten, net als Evert Moll en zijn generatiegenoot Cornelis van der Zwalm. Behalve havens en schepen schilderde hij ook portretten en landschappen, vaak van het polderlandschap rond zijn atelier in Hillegersberg. Hij bezat een huis in Zwitserland, waar hij een aantal berglandschappen maakte.
Hij was lid van Kunstenaarssociëteit Rotterdam. Hij maakte reizen naar België, Duitsland, Frankrijk en Zwitserland. 
Onder andere het Kamper museum bezit werk van Drulman.
Volgens een aantal bronnen kocht de Amerikaanse vice-president Lyndon B. Johnson tijdens een bezoek aan Nederland in de jaren zestig in het atelier van Drulman vijf landschappen.